# Landwirtschaftskammer
Die Landwirtschaftskammer (Bauernkammer) ist die berufsständische Organisation der Landwirtschaft, eine Vertretung der Landwirte und Forstwirte, in manchen Ländern auch der landwirtschaftlichen Organisationen. In Teilen Deutschlands ist sie eine Körperschaft des öffentlichen Rechts.

## Aufgaben
Der Aufgabenbereich der Landwirtschaftskammer erstreckt sich über die Betreuung und Förderung landwirtschaftlicher Berufstätiger. Sie sorgt dafür, dass landwirtschaftliche Betriebe rentabel, umweltgerecht und verbraucherfreundlich arbeiten und entsprechende Erzeugnisse hervorbringen. Außerdem fördert sie berufliche und soziale Belange der Arbeitnehmerschaft und sorgt für die Weiterentwicklung der landwirtschaftlichen Berufsbildung. 

## Europa
- Landwirtschaftskammer (Deutschland)
- Landwirtschaftskammer der Republik Litauen
- Landwirtschaftskammer (Österreich)